# Brent Jennings
Brent Jennings (Little Rock, 1º gennaio 1951) è un attore statunitense.

## Filmografia parziale

### Cinema
- Brubaker, regia di Stuart Rosenberg (1980)
- Nel buio da soli (Alone in the Dark), regia di Jack Sholder (1982)
- Witness - Il testimone (Witness), regia di Peter Weir (1985)
- Il serpente e l'arcobaleno (The Serpent and the Rainbow), regia di Wes Craven (1988)
- Kansas, regia di David Stevens (1988)
- Danko (Red Heat), regia di Walter Hill (1988)
- Ancora 48 ore (Another 48 Hrs.), regia di Walter Hill (1990)
- I dinamitardi (Live Wire), regia di Christian Duguay (1992)
- Inferno a Grand Island (Children of the Corn 4: The Gathering), regia di Greg Spence (1996) - direct to video
- Where's Marlowe?, regia di Daniel Pyne (1998)
- Life, regia di Ted Demme (1999)
- L'arte di vincere (Moneyball), regia di Bennett Miller (2011)

### Televisione
- Omicidio a Coweta County (Murder in Coweta County) – film TV (1983)
- Miami Vice – serie TV, 3 episodi (1984-1988)
- Oltre il ponte (Brooklyn Bridge) – serie TV, 5 episodi (1991-1992)
- Un bambino perso per sempre (A Child Lost Forever) – film TV (1992)
- Giustizia per un amico (In the Line of Duty: The Price of Vengeance) – film TV (1994)
- Don King - Una storia tutta americana (Don King: Only in America) – film TV (1997)
- Boycott – film TV (2001)
- Medium – serie TV, 3 episodi (2005-2007)
- Political Animals – serie TV, 2 episodi (2012)
- Lodge 49 – serie TV, 20 episodi (2018-2019)
- All American – serie TV, 12 episodi (2018-2022)
- All Rise – serie TV, 5 episodi (2020-2022)

## Doppiatori italiani
Nelle versioni in italiano delle opere in cui ha recitato, Brent Jennings è stato doppiato da:
- Gerolamo Alchieri ne L'arte di vincere, Modern Family
- Stefano Mondini in Lodge 49, Young Sheldon
- Angelo Nicotra in Brubaker
- Gianni Williams in Witness - Il testimone
- Paolo Buglioni ne Il serpente e l'arcobaleno
- Oreste Rizzini in Danko
- Giorgio Lopez in Ancora 48 ore
- Bruno Alessandro ne I dinamitardi
- Diego Reggente in Inferno a Grand Island
- Ennio Coltorti in Buffy l'ammazzavampiri
- Pino Ammendola in E.R. - Medici in prima linea (ep. 4x01, 4x10)
- Roberto Draghetti in Veep - Vicepresidente incompetente
- Gaetano Lizzio in Grey's Anatomy
- Ambrogio Colombo in Touch
- Franco Zucca in All American (s.1-3)
- Gianni Giuliano in All American (s.4-6)
- Carlo Valli in All Rise
- Paolo Marchese in Snowfall